# Jezioro Jarosławskie
Jezioro Jarosławskie – jezioro rynnowe, położone w Kotlinie Śremskiej. Dostępne dla: wędkarzy, żeglarzy, plażowiczów (plaża w Jarosławkach). Linia brzegowa zalesiona (86,8%), resztę stanowią: grunty orne (11,6%) oraz zabudowania (1,6%), jej długość wynosi: 3,3 km.